# Жан-Франсуа де Ла Арп
Жан-Франсуа де Ла Арп (фр. Jean-François de La Harpe ; 20 листопада 1739, Париж — 11 лютого 1803, там же) — французький письменник, драматург і журналіст, літературний критик, член Французької академії. Послідовний прибічник класицизму.

## Біографія
Жан-Франсуа де Ла Арп народився 20 листопада 1739 року у місті Парижі. Спочатку збирався стати поетом і невдало дебютував у улюбленому тоді жанрі «героїд». Його трагедія «Варвік» була представлена в 1763 році, з величезним успіхом; у пресі ла Арп подав у зв'язку з нею листа до Вольтера, привернувши увагу філософа своєю сміливістю, що згодом призвело до дружніх відносин між Ла Арпом і Вольтером, які тривали до самої смерті останнього.
Трагедії Ла Арпа «Мелані» та «Філоктет», поеми «Tangu et Félime» і «ВІдповідь Горацію» (відповідь на Вольтерівську Epitre à Horace) слабкі та надто риторичні. Більше на своєму місці Ла Арп опинився у журналістиці. Критика його вирізнялася великою різкістю; він не щадив найближчих друзів, коли йшлося про питання художнього смаку, і вдавав з себе Арістарха, який створює естетичний кодекс.
Смерть Вольтера 1778 року значно ускладнила становище Лагарпа; відсутність авторитетного захисту надало сміливості його численним ворогам. Його обсипали епіграмами з приводу трагедії «Barmécide», ганьбили за те, що незабаром після смерті Вольтера він наважився виголосити суворий вирок однієї трагедії свого померлого покровителя і, незважаючи на його стримані й цілком розумні виправдання, змусили його вийти з редакції Меркюр де Франс .
Престиж Лагарпа був відновлений в 1786 році, коли він став професором літератури в нововідкритому ліцеї, призначеному бути Сорбонною світського суспільства. З його читань, зібраних згодом у «Cours de Littérature», найблискучішими були лекції про Расіна. Вони проливають яскраве світло причини того культу, яким оточували ім'я Расіна у XVIII столітті. Загалом Ла Арп проявив себе в цих лекціях, що становлять його головну літературну заслугу, не так проникливим критиком, як професором, що ясно і жваво викладав свій предмет. Він розвинув і застосував на практиці основні принципи Вольтера і, не маючи блиску й оригінальності думки свого вчителя, успадкував частково його вміння бути ясним і переконливим.
Французька революція зробила великий переворот у настрої Ла Арпа. До 1793 року він був затятим республіканцем, всі його ідеї мали революційний характер; але, потрапивши до в'язниці під час терору, він вийшов із неї «наверненим», став віруючим християнином і, відновивши лекції в 1794 році, став громити «ворогів совісті та моральності, мистецтва та літератури».
Жан-Франсуа де Ла Арп помер 11 лютого 1803 року у рідному місті.

## Твори

### Драми
- Le Comte de Warwick (1763)
- Timoléon (1764)
- Pharamond (1765)
- Mélanie, ou les Vœux forcés (1770)
- Olinde et Sophronie (1774)
- Menzicoff, ou les Exilés (1775)
- Les Barmécides (1778)
- Les Muses rivales, ou l’Apothéose de Voltaire (1779)
- Jeanne de Naples (1781)
- Molière à la nouvelle salle, ou les Audiences de Thalie (1782)
- Philoctète (1783)
- Coriolan (1784)
- Virginie (1786)

### Критика
- Commentaire sur Racine (1795-1796, veröffentlicht in 1807)
- De la Guerre déclarée par nos nouveaux tyrans à la raison, à la morale, aux lettres et aux arts (1796)
- Réfutation du livre de l’Esprit (d’Helvétius) (1797)
- Du Fanatisme dans la langue révolutionnaire, ou de la Persécution suscitée par les barbares du 18ième siècle contre la religion chrétienne et ses ministres (1797)
- Lycée, ou, Cours de littérature ancienne et moderne. Tome premier; Tome second; Tome troisième; Tome quatrième; Tome cinquieme; Tome sixieme; Tome septième; Tome neuvième;  Tome dixième; Tome onzieme; `Tome douzième; Tome treizième; Tome quatorzième; Tome quinzième; Tome seizième, 18 delen (1798-1804)

### Інше
- L’Alétophile ou l’ami de la Vérité (1758)
- Héroïdes nouvelles, précédées d’un essai sur l’héroïde en général (1759)
- Le Philosophe des Alpes. Ode qui a concouru pour le Prix de l'Académie Françoise en 1762 (1762)
- La Délivrance de Salerne et la fondation du royaume des Deux-Siciles (1765)
- Mélanges littéraires ou épîtres et pièces philosophiques (1765)
- Le Poëte (épître, prix de l’Académie française en 1766)
- Éloge de Charles V (prix de l’Académie française en 1767)
- Des Malheurs de la guerre et des avantages de la paix (1767)
- Eloge de Henri IV, Roi de France (1769)
- Éloge de François de Salignac de La Motte-Fénelon, archevèque-duc de Cambray, précepteur des enfans de France (1771)
- Éloge de Racine (1772)
- La navigation (1773)
- Éloge de La Fontaine (1774)
- Eloge de Nicolas de Catinat, Maréchal de France (1775)
- Conseils à un jeune poète (1775)
- Éloge de Voltaire (1780)
- Tangu et Filine, poème érotique (1780)
- Abrégé de l’histoire générale des voyages, 32 Teile (1780) (sehe: https://archive.org/search?query=%27%27Abr%C3%A9g%C3%A9+de+l%E2%80%99histoire+g%C3%A9n%C3%A9rale+des+voyages)
- Réponse d’un solitaire de La Trappe à la lettre de l’abbé de Rancé (1780)
- Le Salut public, ou la Vérité dite à la Convention (1794)
- Acte de garantie pour la liberté individuelle, la sûreté du domicile, et la liberté de la presse (1794)
- Oui ou Non (1795)
- La liberté de la Presse, défendue par La Harpe, contre Chénier (1795)
- De l'Etat des Lettres en Europe, depuis la fin du siècle qui a suivi celui d'Auguste, jusqu'au règne de Louis XIV (1797)
- Le Pseautier en français, traduction nouvelle, avec des notes... précédée d’un discours sur l’esprit des Livres saints et le style des prophètes (1797)
- Correspondance littéraire adressée a son altesse impériale mgr. le grand-duc, aujoud'hui empereur de Russie, et a m. le comte André Schowalow, chambellan de l'impératrice Catherine II. Tome premier; Tome second; Tome troisième; Tome quatrième, (1801-1807)
- Le Camaldule (1802)
- Le Triomphe de la religion, ou le Roi martyr (1814)
- Commentaire sur le théâtre de Voltaire (1814)
- Prédiction de Cazotte, faite en 1788 (1817)